# Mladá Boleslav IV
Mladá Boleslav IV (Pták) je část města Mladá Boleslav v okrese Mladá Boleslav. Nachází se na jihu od centra Mladé Boleslavi. Na západě protéká Jizera. Je zde evidováno 272 adres. Trvale zde žije 799 obyvatel.
Mladá Boleslav IV leží v katastrálním území Mladá Boleslav o výměře 11,54 km2.